# Lamprosema insulicola
Lamprosema insulicola là một loài bướm đêm trong họ Crambidae.